# Речь Сталина 5 мая 1941 года
«За царицу полей — пехоту!» — исторический тост, произнесённый И. В. Сталиным 5 мая 1941 года на банкете в Кремле в честь выпускников военных академий.

## Предыстория
Выступая с речью на банкете в Кремле в честь выпускников военных академий, Сталин от имени Советского правительства и Коммунистической партии поздравил их с завершением учёбы, сравнил Красную армию 1941 года с Красной армией образца 1937—1938 годов, упомянул об успехах в боях у озера Хасан и на реке Халхин-Гол, вкратце перечислил основные, на тот момент, научно-технические достижения советских учёных в деле совершенствования вооружения и военной техники, сделал замечание военным учебным заведениям, сказав, что они «отстают от современной армии», обрисовал тенденции в европейской политике, поставил под вопрос непобедимость германской армии, закончив выводом, что армию необходимо изо дня в день совершенствовать.
После поздравительной речи было три выступления Сталина в ходе приёма. Два из них содержали тосты, в том числе: За руководящие кадры и преподавательский состав академий; За здоровье артиллеристов, танкистов, авиаторов, конников, связистов и пехотинцев.

## Оригинал
Во всех войнах главным родом войск, обеспечивавшим победу, была пехота. Артиллерия, авиация, бронетанковые силы защищали пехоту, обеспечивали выполнение задач, поставленных перед пехотой. Крепости, города и населённые пункты врага считали занятыми только тогда, когда туда вступала нога пехоты. Так было всегда, так будет в будущей войне. Первый тост я предлагаю за пехоту. За царицу полей — пехоту!
— И.В.Сталин

### Споры относительно оригинала
До настоящего времени не обнаружена точная стенограмма сталинской речи. Свидетельства очевидцев, присутствовавших на приёме 5 мая 1941 г., разноречивы: одни утверждали, что «Сталин говорил без написанного текста», другие — что, выступая, Сталин «держал перед собой листки бумаги».
В 1990—1991 гг. в научный оборот был введён чрезвычайно важный для историков источник — запись сталинского выступления перед выпускниками военных академий РККА, сделанная сотрудником Наркомата обороны К. В. Семёновым. Ранее стала известна более краткая, но идентичная по содержанию версия Г. К. Жукова. Есть и третья запись речи Сталина перед выпускниками военных академий в Кремле. Она содержится в дневнике Вс. Вишневского и датируется 13 мая 1941 г.

## Мнения историков
По мнению немецкого историка Иоахима Хоффмана, поддерживавшего идею о превентивной войне Германии против СССР, в речи 5 мая 1941 г. «Сталин раскрыл свои агрессивные замыслы».
Разбор речи Сталина в статье Хоффмана сочетается с цитированием различных документов, которые, по его мнению, также свидетельствуют о наличии у советского руководства агрессивных замыслов; так, к примеру, он говорит о том, что командир 53-й стрелковой дивизии, полковник Иван Яковлевич Бартенев, находясь в плену, 15 июля 1941 г. показал, что Сталин на банкете по случаю выпуска молодых офицеров немедленно отклонил тост за мирную политику, поднятый одним генерал-майором, и заявил: «Нет, политика войны!» Далее он пишет, что, по свидетельству немецкого дипломата Густава Хильгера, до войны занимавшего должность советника посольства Германии в Москве, Сталин отреагировал резко отрицательно на тост начальника Военной академии имени Фрунзе генерал-лейтенанта Хозина и заявил, что: «Пора кончать с оборонительным лозунгом, поскольку он устарел и с его помощью уже невозможно приобрести ни пяди земли. Красная Армия должна привыкнуть к мысли, что эра мирной политики закончилась и началась эра насильственного расширения социалистического фронта. Тот, кто не понимает необходимости наступательных действий, — обыватель или дурак».
По мнению историка Олега Вишлёва, нет никаких оснований сомневаться в подлинности документов и материалов, которые были опубликованы в предшествующие годы и продолжают публиковаться сегодня, как нет оснований сомневаться в аутентичности «краткой записи» выступления Сталина перед выпускниками военных академий на приёме в Кремле 5 мая 1941 года, которая подтверждается и другими документами. Вместе с тем он говорит о том, что эти документы, как и «краткая запись», не подтверждают версию о наличии в выступлениях Сталина призывов к «нападению на Германию», к нанесению «упреждающего удара» по Германии и т. п. Касаясь статьи Хоффмана, он отмечает, что ни один из источников, на которые он опирается, не является убедительным, а, следовательно, и данная им трактовка речи Сталина не может считаться таковой. Того же мнения придерживается и историк Г. А. Куманёв, подчёркивая, что в данных документах речь идёт о переходе от позиционной оборонительной тактики к новой наступательной, основанной на разнообразии оперативного манёвра в привязке к конкретным условиям.
Военный историк, подполковник Юрий Веремеев, исследуя на своём личном сайте это выступление Сталина, приходит к выводу:

«Различного рода современные ниспровергатели и разоблачители советского периода истории России всячески стараются доказать, что не Германия готовила в 1941 году нападение на СССР, а наоборот, Сталин готовил большой поход Красной Армии в Европу и только высочайшая самоотверженность Гитлера и невероятное самопожертвование немецких солдат остановили натиск „красно-коричневых сталинских орд“ на милую и добрую Европу. И вроде бы не гитлеровских сподвижников следовало бы сажать на скамью подсудимых в Нюрнберге, а сталинских наркомов и маршалов. 
Эти „историки“ напрочь отметают в сторону не только документы Нюрнбергского трибунала, неопровержимо доказавшие, кто был агрессором (заметим, что приговор писали не в Москве, а в Нюрнберге, и не сталинские юристы, а представители нескольких стран, где советский судья был только одним из четырёх), но и многочисленные свидетельства самих же немецких генералов, политиков, государственных деятелей, многочисленные немецкие документы из немецких же канцелярий и архивов.»

## В стихах
- Через год после речи, в 1942 году, поэтом А. А. Тарковским и композитором И. И. Любаном была написана песня «Наш тост»[15].
- В стихах поэта-фронтовика М. И. Маркова «За пехоту первый тост» (фрагмент)[16]:За пехоту первый тост 
И за жизнь с любовью!